# Fifty Pills

Fifty Pills est un film américain réalisé par Theo Avgerinos, sorti en 2006.

## Synopsis
Un étudiant perd sa bourse d'études. Incapable d'avouer son amour à celle qu'il aime, il doit également rassurer ses parents qui pensent qu'il est homosexuel. Il affronte un trafiquant de drogue.

## Fiche technique
- Titre : Fifty Pills
- Réalisation : Theo Avgerinos
- Scénario : Matthew Perniciaro
- Production : Theo Avgerinos, Jake Demaray, Kevin Scott Frakes, Chris J. Johnson, Kevin Mann, Matthew Perniciaro et Bill Shraga
- Sociétés de production : Coalition Film et Palm-Star Entertainment
- Budget : 490 000 dollars (360 000 euros)
- Musique : David Manning
- Photographie : Harris Charalambous
- Montage : Adam B. Stein
- Décors : Bryce Holtshousen
- Costumes : Jessika Flores
- Pays d'origine : États-Unis
- Format : Couleurs - 1,85:1 - Dolby Digital - 16 mm
- Genre : Comédie
- Durée : 85 minutes
- Date de sortie : 26 avril 2006 (États-Unis)

## Distribution
- Lou Taylor Pucci : Darren
- Kristen Bell : Gracie
- John Hensley : Coleman
- Nora Zehetner : Michelle
- Eddie Kaye Thomas : Ralphie
- Monica Keena : Petunia
- Michael Peña : Eduardo
- Jane Lynch : Doreen
- John Kapelos : Harold
- Donnell Rawlings : C-Low
- Rachel Boston : Lindsay
- John Marshall Jones : Housing Manager
- Ron Yuan : The Soul Man
- Chris J. Johnson : Paul
- Curran Connor : Scott

## Autour du film
- Le tournage s'est déroulé à Los Angeles et New York.